# Xenosaga: Pied Piper
Xenosaga: Pied Piper (ゼノサーガ パイド パイパー, Zenosāga: Paido Paipā) é um jogo eletrônico de RPG desenvolvido pela Monolith Soft, Namco Moblie e Tom Create e publicado pela Namco. É um spin-off da série Xenosaga e faz parte da metassérie Xeno, com a história seguindo a vida humana do ciborgue Zigurate 8, personagem importante da trilogia Xenosaga, um século antes dos eventos de Xenosaga Episode I: Der Wille zur Macht. A jogabilidade é similar aos jogos principais, mas ajustada para celulares.
A narrativa foi planejada nos estágios iniciais de desenvolvimento e foi incorporada como um título móvel depois da Monolith Soft ser abordada pela divisão portátil da Namco. O enredo foi escrito pelos criadores da série Tetsuya Takahashi e Kaori Tanaka; este seria o último trabalho de Tanaka na série Xenosaga. Seu subtítulo é uma referência à lenda germânica do Flautista de Hamelin. O jogo foi originalmente lançado para celulares Vodafone em 2004, mais tarde também sendo lançado para dispositivos i-mode.